# Wintermantel Péter
Wintermantel Péter (Budapest, 1974. december 20. – ) magyar közgazdász, diplomata, orientalista–diplomáciatörténész. 

## Életpályája
1997-ben lépett külügyi szolgálatba. 1999–2003 között Magyarország tokiói nagykövetségén teljesített külszolgálatot. 2003 után különböző ázsiai és európai uniós kérdésekért felelt a Külügyminisztériumban. 2008-tól kezdődően a 2011. évi magyar EU-elnökségi felkészüléssel foglalkozott a Miniszterelnökségen és az Országgyűlés Külügyi Hivatalában. 2010 után főosztályvezető az európai igazgató mellett a Külügyminisztérium EU Államtitkárságán, 2012–13-ban az Ázsiai és Csendes-Óceániai főosztály vezetője, 2013-től nagykövet, 2013–14-ben a tárca globális ügyekért felelős helyettes államtitkára.

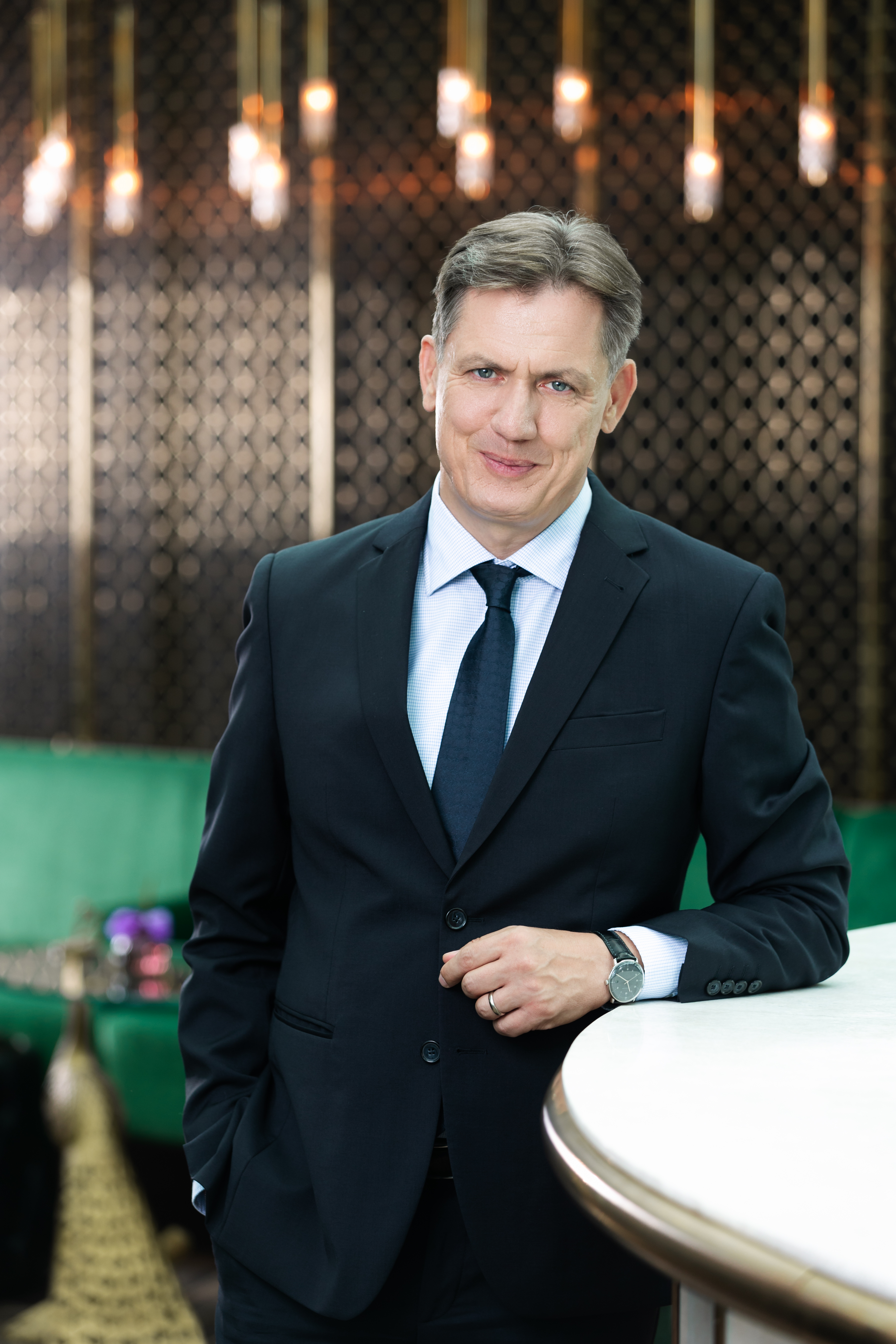
Wintermantel Péter

2014 után közkapcsolati, public affairs területen helyezkedett el az üzleti szférában. 
Független kutatóként elsődleges érdeklődési területe a magyar–japán kapcsolatok története, a témában írott PhD disszertációját 2014-ben védte meg az ELTE Bölcsészettudományi Karán. Számos diplomáciatörténeti, illetve japán külpolitikai és európai uniós vonatkozású tanulmány szerzője, tanulmánykötetek szerkesztője, illetve társszerkesztője. A magyar–japán diplomáciai kapcsolatok történetéről Nippon-babona címmel írott monográfiája 2016-ban látott napvilágot. 2016–tól a Magyar Tudományos Akadémia Bölcsészettudományi Kutatóközpontja Lendület Trianon 100 Kutatócsoportjának munkatársa. Legutóbbi műve a Trianon és a japán diplomácia. Magyar vonatkozású japán diplomáciai dokumentumok, 1914–1923.

## Iskolái
- 1989–1993 I. (Szent) István Gimnázium (Budapest)
- 1993–1997 Eötvös Loránd Tudományegyetem, Bölcsészettudományi Kar, (Budapest), magyar–japán szak, orientalista (japán szakos) előadó
- 1998–1999 Japán Alapítvány Kanszai Nemzetközi Intézet (Oszaka), japán diplomáciai és nyelvi továbbképzés
- 2004–2007 Budapesti Gazdasági Főiskola, Külkereskedelmi Főiskolai Kar, gazdaságdiplomácia és nemzetközi menedzsment szakos közgazdász, EU-kapcsolatok szakirány
- 2006–2010 Eötvös Loránd Tudományegyetem, Bölcsészettudományi Kar (Budapest) Történelemtudományi Doktori Iskola, Új- és Jelenkori Egyetemes Történet Doktori Program (PhD, 2014)

## Díjai, elismerései
- 2019 Japán Külügyminiszteri Díj, a Japán és Magyarország közötti kölcsönös megértés előmozdításáért[3][4][5]
- 2020 A Magyar Érdemrend Lovagkeresztje (polgári tagozat), a magyar–japán gazdasági kapcsolatok megerősítését szolgáló, kimagasló színvonalú szakmai és diplomáciai tevékenysége elismeréseként[6]

## Publikációi

### Könyvek
- Nippon-babona. A magyar–japán diplomáciai kapcsolatok története. Osiris – Külgazdasági és Külügyi Intézet (A külpolitika világa), Bp., 2016.

### Szerkesztett kötetek
- Trianon és a japán diplomácia. Magyar vonatkozású japán diplomáciai dokumentumok, 1914–1923. Szerk.: Umemura Yuko – Wintermantel Péter, MTA Bölcsészettudományi Kutatóközpont Történettudományi Intézet (Magyar Történelmi Emlékek – Értekezések – Trianon-dokumentumok és -tanulmányok), Bp., 2021. 210 o.
- Tanulmányok a magyar–japán kapcsolatok történetéből. Szerk.: Farkas Ildikó – Szerdahelyi István – Umemura Yuko – Wintermantel Péter. ELTE Eötvös Kiadó, Bp., 2009. 620 o.
- Japanológiai körkép. Emlékkönyv az ELTE BTK japán szakos képzésének húszéves jubileumára. Szerk.: Szerdahelyi István – Wintermantel Péter. ELTE Eötvös Kiadó, Bp., 2007. 486 o.

### Tanulmányok
- Trianon japán szemmel. In: Trianon és a japán diplomácia. Magyar vonatkozású japán diplomáciai dokumentumok, 1914–1923. Bp., 2021. 9-56.
- Globális diplomácia 2010–2014. Új irányok és eszközök a magyar külpolitikában. In: EU 10 – Martonyi 70. Díszkötet Martonyi János 70. születésnapjára. Bp., 2014.
- The implementation of Hungary’s Asia-policy during the Hungarian Presidency of the Council of the European Union. (Szerdahelyi Istvánnal és Takács Szabolccsal közösen). In: Tamás Matura (ed.): Asian Studies – 2011. Hungarian Institue of International Affairs, Bp., 2011. pp. vii-x.
- Az elnökségi háttérfeladatok, illetve Az Országgyűlés EU-elnökségi munkacsoportjának eddigi működése (Török Lilivel közösen) In: Horváth Zoltán – Ódor Bálint (szerk.): Magyar EU-elnökség – 2011. Országgyűlés Külügyi Hivatala – Általános Vállalkozási Főiskola, Bp., 2010. 83-88. és 135-150.
- A magyar–japán diplomáciai kapcsolatok felújításának története (1945–1959). Külügyi Szemle, 2009/2. 117-149.
- Az európai területi együttműködési csoportosulás (EGTC) mint a 2007–2013 közötti európai területi együttműködés célkitűzés új eszköze. (Szakdolgozat) Budapesti Gazdasági Főiskola Külkereskedelmi Főiskolai Kar, Gazdaságdiplomácia és Nemzetközi Menedzsment Szak, Levelező Tagozat, EU-kapcsolatok Szakirány. Bp., 2007.
- Igazságtétel és nemzetépítés az apartheid utáni Dél-Afrikában. Kommentár, 2007/6. 84-97.
- Szemere Attila hagyatékának orientalisztikai vonatkozású anyagai. In: A Herman Ottó Múzeum Évkönyve XXXVII-XXXVIII., Miskolc, 1999. 2. kötet, 793-815.
- Bettelheim Bernát missziója Rjúkjú szigetén. In: Japán-kutatás Magyarországon. Múlt és jelen. ELTE Japán Tanszéki Szakcsoport, Bp., 1996. 55-65.